# Laura Mattioli

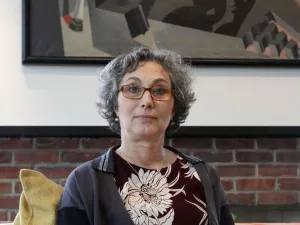
Laura Mattioli presso il CIMA di New York

Laura Mattioli (Milano, 28 maggio 1950) è una storica dell'arte, collezionista d'arte, fondatrice e presidente del Center for Italian Modern Art di New York. italiana.

## Biografia
Figlia del collezionista Gianni Mattioli, Laura Mattioli si è laureata nel 1975 in Lettere Moderne presso l’Università degli Studi di Milano con una tesi sul collezionismo veneziano tra il 1780 e il 1830. Nel 1978 ha conseguito il diploma di perfezionamento in Storia dell’Arte presso l’Università Cattolica del Sacro Cuore con una tesi su Teodoro Correr.
Dal 1983 al 2017 ha gestito la Collezione Mattioli, collaborando a mostre in Italia e all’estero presso musei e fondazioni internazionali ed esponendo la collezione tra il 1997 e il 2016 presso la Peggy Guggenheim Collection. Frequenti viaggi negli Stati Uniti insieme al collezionista Giuseppe Panza di Biumo l’hanno indirizzata ad approfondire la conoscenza dell’arte contemporanea soprattutto americana e a formare una propria collezione, rappresentata in Italia nella mostra sul collezionismo  "La rivoluzione siamo noi" di Piacenza. Tra gli artisti contemporanei collezionati e dei quali ha curato mostre e pubblicazioni si ritrovano:  Barry X Ball; Dan Flavin; Richard Nonas
Come storica dell'arte, ha scritto numerose pubblicazioni e curato mostre in particolare sulle Avanguardie storiche italiane e su Giorgio Morandi.
Nel 1995-97 ha promosso, in collaborazione con la Fondazione DIA di New York e la Fondazione Prada di Milano, la realizzazione dell’installazione dell’artista minimalista Dan Flavin nella chiesa di Santa Maria Annunciata in Chiesa Rossa, alla periferia di Milano.
Dal 2013 vive a New York dove ha fondato il CIMA, Center for Italian Modern Art, fondazione pubblica no profit per la valorizzazione dell'arte italiana negli Stati Uniti. Dal 2019 la fondazione è diventata parte del ARIAH, Association of Research Institutes in Art History, insieme a molti prestigiosi musei del mondo.
Nel 2019 ha vinto il premio NOIAW promosso dall'Organizzazione nazionale delle donne italoamericane.

## Mostre curate
- La Ca' Granda, cinque secoli di storia e d'arte dell'Ospedale Maggiore di Milano, Milano, Palazzo Reale (Milano), 1981
- Boccioni 1912 Materia, nel 1995 presso la "Fondazione Antonio Mazzotta" di Milano
- Morandi Ultimo, nature morte 1950-1964, Peggy Guggenheim Collection, maggio a settembre 1998.
- Mecenati e Pittori allestita a Villa Menafoglio Litta Panza, Biumo Superiore (Varese), 2000
- Boccioni’s Materia: A Futurist Masterpiece and the Avant-garde in Milan and Paris presso il Guggenheim Museum di New York, 6 febbraio – 9 maggio 2004
- Boccioni pittore scultore futurista, presso il Palazzo Reale (Milano), 6 ottobre 2006 – 7 gennaio 2007, prorogata poi fino al 25 febbraio 2007.
- Giorgio Morandi et l’abstarction du réel presso l’Hotel des Arts di Tolone, 5 maggio- 26 settembre 2010
- Dan Flavin. Stanze di luce tra Varese e New York. Opere della Collezione Panza dal Solomon R. Guggenheim Museum di New York, Villa Menafoglio Litta Panza, Biumo Superiore, Varese, 25 settembre – 12 dicembre 2004
- Lawrence Carroll presso il Museo Correr per i Musei Civici di Venezia, febbraio – maggio 2008.
- Barry X Ball. Portraits and Masterpieces presso il Museo del Settecento Veneziano di Ca’ Rezzonico,4 giugno- 11 settembre 2011.
- Alberto Savinio, New York, Center for Italian Modern Art, October 14, 2017 – June 23, 2018.
- Barry X Ball: The End of History, Italy Varese, Villa Panza (FAI – Italian National Trust Space), April 12, 2018 to February 10, 2019
- Barry X Ball: Pietà, Italy, Milan, Castello Sforzesco / Museum of Ancient Art, April 12, 2018 to February 10, 2019[8]
- con James Bradburne, Metaphysical Masterpieces, 1916-1920. Morandi, Sironi, and Carrà, New York, Center for Italian Modern Art, October 19, 2018 – June 1, 2019